# Период Асука
Период Асука (яп. 飛鳥時代 асука дзидай) — эпоха в истории Японии (538—710). Второй подпериод эпохи Ямато. Назван по местонахождению политического центра страны в то время в долине Асука (совр. префектура Нара). Особенности эпохи — распространение буддизма, появление централизованного государства китайского образца, создание первого свода законов «рицурё» и расцвет японской культуры под влиянием материковых философских и культурных идей.

## Происхождение названия
Название периода происходит от местонахождения столицы и дворцов императоров Японии VI—VIII веков в современном районе Асука префектуры Нара. Термин «период Асука» активно используется искусствоведами и архитекторами для обозначения особенностей японской культуры VII—VIII веков. С начала XX века он был использован историками для определения временного отрезка истории Японии, который начался с упадка культуры курганов и закончился установлением постоянной столицы в городе Хэйдзё (совр. город Нара).

## Диктатура рода Сога

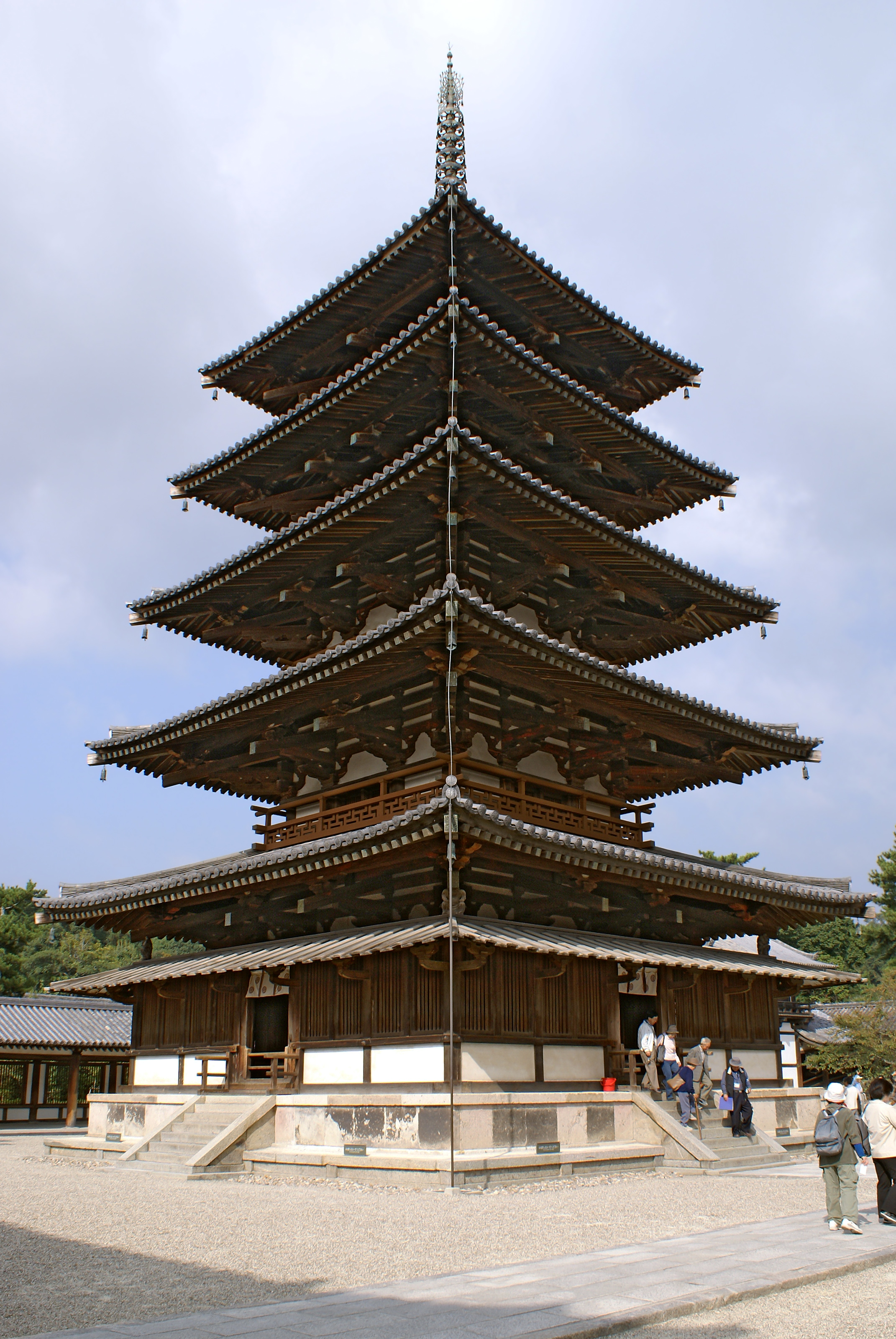
Самое древнее деревянное сооружение мира — пятиярусная пагода храма Хорю-дзи, построенная принцем Сётоку.

Принятие буддизма в стране привело к войне между великими родами Японии. Защитники традиционных верований, род Мононобэ (яп. 物部氏), были разбиты родом Сога (яп. 蘇我氏), который активно способствовал распространению зарубежного учения. Победа последних укрепила их политическое лидерство. Сога начали поставлять жён императорскому роду и фактически узурпировали власть в стране. Пик их славы приходится на годы жизни Сога-но Умако (551—626), главы рода Сога и влиятельного политика, который менял императоров на японском престоле по собственному желанию. С его помощью впервые трон заняла женщина — императрица Суйко (593—628).

### Политика принца Сётоку
На период диктатуры рода Сога приходится деятельность принца-регента Сётоку (574—622). Он провел большое количество реформ, которые были направлены на создание централизованной исполнительной вертикали и распространение буддизма. Принц также написал в 604 году «первые сохранившиеся японские законоположения», которые назывались «Законоположения в семнадцати статьях». Сётоку ввел китайский календарь, наладил транспортную сеть, написал первые японские исторические хроники, которые не сохранились до сегодняшнего дня, и построил много буддистских храмов. Он также регулярно посылал посольства в китайскую империю Суй. В одном из писем посольства вместо старого названия страны Ямато, принц впервые использовал слово Япония (Хиномото, Ниппон).

## Переворот Тайка
Большинство японских аристократических родов были недовольны диктатурой Сога. В 645 году оппозиция под руководством принца Нака-но Оэ (будущего императора Тэндзи) и Накатоми-но Каматари (основателя рода Фудзивара) уничтожила семью Сога и захватила власть в стране. Революционеры решили провести фундаментальные реформы — «обновление Тайка» (яп. 大化改新 тайка-кайсин). Суть реформ состояла в приближении японских политических и социальных стандартов к цивилизованным, то есть китайским.
Основой реформ стало законодательство. Японцы переняли китайские уголовные, уголовно-процессуальные (яп. 律 рицу), административные и гражданские (яп. 令 рё:) законы и адаптировали их к своим потребностям, создав базу для образования «правового государства» (яп. 律令国家 рицурё: кокка).
Был создан централизованный аппарат управления во главе с императором и детально проработана исполнительные вертикаль и горизонталь. Ответственность за состояние дел в стране несло правительство с министерствами, которые управлялись чиновниками из знатных семей.
Вся земля, вместе с теми, кто на ней проживал, были объявлены собственностью государства, то есть императора. Были составлены земельные кадастры. Население было переписано в реестры косэки и обложено налогами.
В результате административной реформы страну разделили на 60 провинций, которые в свою очередь делились на уезды и села. В каждой провинции разместили региональную администрацию и войсковую часть.
За заслуги в перевороте Тайка Накатоми но Каматари получил прозвище Фудзивара. Его наследники стали наиболее приближенным к императору аристократическим родом, и фактически управляли страной до конца XII века. Принц Нака-но Оэ, став императором Тэндзи (626—672), впервые среди японских правителей принял титул тэнно (яп. 天皇 тэнно:, «небесного монарха», на Западе переводится как «император»). Следующий император, Тэмму (631—686), продолжил реформаторскую политику своего предшественника, усилив роль монарха в системе власти.

### Система рицурё
Законодательные положения рицурё были систематизированы и собраны в своды законов. Первым был составлен Свод законов Оми (668), названный по имени столичного дворца императора Тэндзи. Второй, Свод законов Асука Киёмихара (689), был написан в резиденции императрицы Дзито (645—702). Наиболее полным стал Свод законов лет Тайхо (яп. 大宝律令 тайхо: рицурё:), положения которого, с небольшими дополнениями, действовали до 1868 года. Считается, что уголовные и уголовно-процессуальные законы рицу были скопированы с китайских образцов, а административные и гражданские законы рё сильно переработаны в соответствии с японскими реалиями.
Согласно Своду законов Тайхо, японская система управления возглавлялась правительством дадзёкан (яп. 太政官 дадзё:кан), которому подчинялось восемь министерств. Среди них — центральное министерство, министерство церемоний, министерство гражданских дел, министерство императорского хозяйства, министерство юстиции, военное министерство, министерство народных дел и министерство финансов. Правительству также подчинялось ведомство религий, «правительство богов Неба и Земли» (яп. 神祇官 дзингикан), который формально был независим от основного правительства. Ниже министерств стояли столичные служебные ведомства и администрации провинций. Несмотря на то, что китайское законодательство предусматривало отбор чиновников независимо от социального происхождения, японские законы делали возможной карьеру только выходцам из знатных семей.
Свод законов Тайхо не уточнял функции императора, но определял его как неизменного главу государства. Именно это стало причиной долгого существования института японских монархов, даже после утраты ими реальной политической власти в средневековье.

## Международные отношения

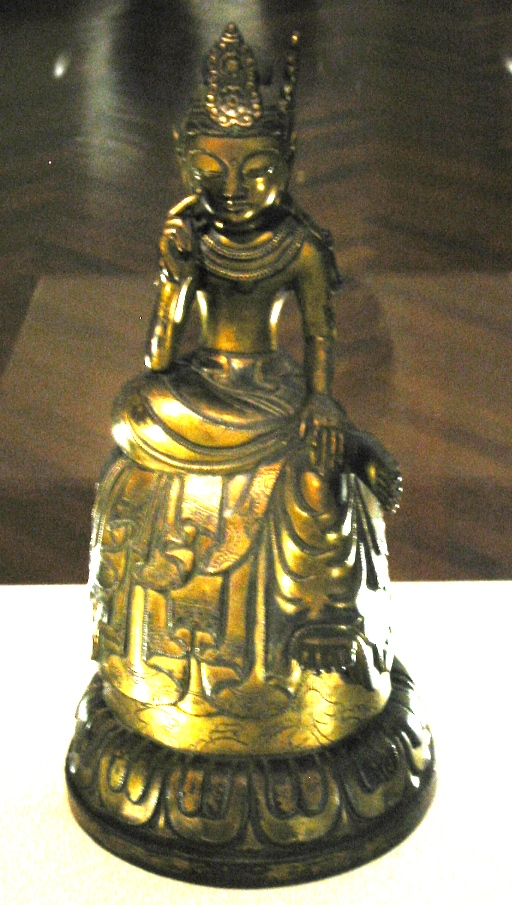
Бодхисаттва в корейском стиле (период Асука. Токийский Национальный Музей)

До середины VII века Япония принимала активное участие в межгосударственных отношениях стран Восточной Азии. В частности, японские императоры проводили политику постоянного вмешательства в политику Корейского полуострова, на юге которого они имели собственные земли. Японцы поддерживали королевство Пэкче в его борьбе за выживание с другими корейскими королевствами — Силла и Когурё.
Также Япония весьма ценила добрососедские отношения с китайской империей Тан, в вассальной зависимости от которой она формально находилась. С 600 по 659 годы к западному соседу было отправлено семь посольств с дарами и данью.
Резким поворотом во внешней политике Японии периода Асука стало вмешательство китайской империи Тан в корейские дела. В 660 году китайцы вместе с государством Силла уничтожили старинного союзника японцев — государство Пэкче. Уцелевшие остатки пэкческого королевского двора попросили военную помощь Японии, однако союзные японско-корейские силы были разбиты китайской эскадрой в 663 году в битве при реке Пэккан. В результате этого поражения Корейский полуостров был объединен с государством Силла, а Японские острова оказались под угрозой китайского вторжения. Японцы прекратили активные внешнеполитические сношения, бросив все силы на укрепление собственных территорий на архипелаге. В Японию прибыли тысячи корейских беженцев, среди которых были первоклассные администраторы, люди искусства и учёные.
Вскоре конфликт между Тан и Силла за контроль над Корейским полуостровом вынудил последнее просить помощь у японцев и признать себя вассалом японских монархов. Тем не менее, зависимость Силла от Японии завершилась победой корейцев над Тан. Японский внешнеполитический курс на возвращение влияния в Корее провалился.
Японцы отказались от активной внешней политики. В 680-х годах они возобновили отношения с империей Тан, но сохранили амбиции относительно Кореи, что отразилось на формировании японской концепции «Поднебесной».

## Культура
Период Асука ознаменовался сильным влиянием китайской и корейской культурных традиций на развитие японской культуры. Особенно это отразилось в сферах прикладного искусства, скульптуры, архитектуры, одежды.
Однако одновременно выработался оригинальный японский стиль. Так архитектурные ансамбли храма Хорю-дзи, который был построен принцем Сётоку в 607 году, не имеют аналогов в Китае и Корее. А фрески в кургане Такамацудзука много в чём отличаются от материковых образцов.
Период с 646 по 719 годы характеризовался распространением так называемой «культуры Хакухо». Её особенностями стало распространение реалистического отображения действительности в скульптуре, живописи и литературе. Часть стихов поэтического сборника «Манъёсю» (759) была написана в этот период.

## Основные события
- 538 год — Прибытие посольства из корейского государства Пэкче в Японию с предложением принять буддизм;
- 540 год — Составление первых реестров иммигрантов из Китая и Кореи;
- 552 год — Противостояние между родами Сога и Мононобэ относительно целесообразности принятия буддизма;
- 587 год — Победа семьи Сога над родом Мононобэ в религиозной войне;
- 588 год — Интронизация императора Сусюна;
- 592 год — Убийство императора Сусюна наёмниками Сога но Умако. Интронация императрицы Суйко. Установление диктатуры Сога;
- 593 год — Назначение принца Сётоку регентом;
- 600 год — Посольство в китайскую империю Суй;
- 604 год — Принятие «Конституции Семнадцати статей»;
- 607 год — Посольство в китайскую империю Суй; Первое использование названия «Япония»;
- 645 год — Переворот Тайка. Убийство Сога но Ирука;
- 646 год — Объявление императорского эдикта «Обновление Тайка». Начало политико-социальных реформ;
- 663 год — Поражение японских войск и сил бывшего Пэкче в битве при Пэккан. Свертывание активного внешнеполитического курса;
- 670 год — Составление общеяпонского реестра населения;
- 681 год — Составление законодательного кодекса Асука Киёмихара;
- 694 год — Перенесение столицы в Фудзиваракё;
- 701 год — Составление законодательного кодекса Тайхо. Систематизация законов рицурё;
- 708 год — Начало чеканки японской монеты;
- 710 год — Перенесение столицы в Хэйдзё-кё (совр. город Нара).